# Nicole Cazauran
Nicole Cazauran geb. Serru (* 27. September 1930 in Neuilly-sur-Seine; † 4. August 2022 in Paris) war eine französische Romanistin und Literaturwissenschaftlerin.

## Leben
Nicole Serru (später verheiratet mit dem Bankier Bernard Cazauran) machte 1950 am Collège Sévigné Abitur (Baccalauréat) studierte an der École normale supérieure de jeunes filles in Sèvres und bestand die Agrégation (Staatsprüfung für das höhere Lehramt) im Fach Lettres (Sprachen und Literatur). Nach zehn Jahren Tätigkeit als Gymnasiallehrerin wechselte sie 1963 als Assistentin an die Sorbonne und wurde 1970 Dozentin in Sèvres. 1974 habilitierte sie sich (doctorat d’État) an der Universität Paris IV (Paris-Sorbonne) und war dort von 1988 bis 1999 Professorin. Zentrum ihrer Forschung war Margarete von Navarra.

## Veröffentlichungen (Auswahl)
- Catherine de Médicis et son temps dans La Comédie humaine. Droz, Genf 1976. (Habilitationsschrift)
- «Sur Catherine de Médicis» d’Honoré de Balzac. Essai d’étude critique. École normale supérieure de jeunes filles, Paris 1976.
- L’Heptaméron de Marguerite de Navarre. SEDES, Paris 1977, 1991.
- (Hrsg. mit James Dauphiné) Marguerite de Navarre, 1492–1992. Éditions InterUniversitaires, Mont-de-Marsan 1995.
- (Hrsg.) Discours merveilleux de la vie, actions et deportements de Catherine de Médicis, royne-mere. Droz, Genf 1995.
- (Hrsg. mit Christine Ferlampin-Acher) Artus de Bretagne. Presses de l’École normale supérieure, Paris 1996.
- (Hrsg.) Marguerite de Navarre: Poésies chrétiennes. Cerf, Paris 1996.
- (Hrsg.) Marguerite de Navarre: Heptaméron. Gallimard/Folio classique, Paris 2000.
- Variétés pour Marguerite de Navarre. 1978–2004. Autour de L’Heptaméron. H. Champion, Paris  2005. (Sammelschrift)
- (Hrsg. mit Sylvie Lefèvre) Marguerite de Navarre: L’Heptaméron. 3 Bde. Champion, Paris 2013. (Marguerite de Navarre: Œuvres complètes. Hrsg. Nicole Cazauran. Bd. 10)
- (Hrsg.) Marguerite de Navarre: L’Heptaméron des nouvelles. Gallimard, Paris 2020.
- (Hrsg.) Marguerite de Navarre: Oeuvres complètes. Classiques Garnier, Paris 2023 ff.